# Eremophila youngii
Eremophila youngii är en flenörtsväxtart som beskrevs av Ferdinand von Mueller. Eremophila youngii ingår i släktet Eremophila och familjen flenörtsväxter. Inga underarter finns listade i Catalogue of Life.